# Václav Dejčmar
Václav Dejčmar (* 17. srpna 1976) je český podnikatel a investor, spolumajitel společnosti RSJ a dalších firem.

## Život
Václav Dejčmar vystudoval matematické gymnázium. Poté absolvoval Vysokou školu ekonomickou v Praze, obor finance a bankovnictví.
Je spolumajitelem společnosti RSJ a několika technologických firem. Dále je majitelem modelingové agentury Czechoslovak Models a spoluvlastníkem Centra současného umění DOX. Je také členem dozorčí rady centra současného umění MeetFactory.
Vlastní resort Zuri na východoafrickém ostrově Zanzibar.

## Film
Je spoluautorem a producentem filmu o psychopatech v byznysu a politice Ryba smrdí od hlavy a filmu o účincích psychedelik Bufo alvarius.
Je koproducentem filmu Havel (2020).

## Filantropie
Patří mezi významné české mecenáše. Podpořil mj. Nadační fond proti korupci, Nadační fond Neuron na podporu vědy, částku 2,5 milionu korun věnoval na podporu prezidentské kandidatury Karla Schwarzenberga.